# Karjerne
Karjerne (ukr. Кар'єрне) – osiedle typu miejskiego na Ukrainie w rejonie wełykoołeksandriwskim obwodu chersońskiego.